# Elles ne pensent qu'à ça...
Pour plus de détails, voir Fiche technique et Distribution.
Elles ne pensent qu'à ça... est un film français réalisé par Charlotte Dubreuil et sorti en 1994. Le scénario est inspiré d'une bande dessinée de Georges Wolinski.

## Synopsis
Jess est une jeune femme ayant des histoires d'amour compliquées. Hospitalisée à la suite d'une surdose de somnifères, elle est reprise en main par sa mère.

## Fiche technique
- Titre anglais : Women Have Only One Thing on Their Minds
- Réalisation : Charlotte Dubreuil
- Scénario : Charlotte Dubreuil, Georges Wolinski
- Photographie : Carlo Varini
- Musique : Jacques Davidovici
- Chanson : Lola Lafon[1]
- Montage : Luc Barnier
- Durée : 95 minutes
- Date de sortie: 
  - France : 16 mars 1994

## Distribution
- Claudia Cardinale : Margaux
- Carole Laure : Jess
- Bernard Le Coq : Pierre
- Roland Blanche : Mario
- Heinz Bennent : Léon
- Bernard Yerlès : Vic
- Diane Pierens : Olga
- Patrick Mille : Léo
- Oum' Dierryla : Lucille
- Bernard Giraudeau : l'homme de la fin
- Camille Bruyère : Petit Paulo

## Critique
La critique de Télérama pour ce film a été négative.